# Pineland, Texas
Pineland là một thành phố thuộc quận Sabine, tiểu bang Texas, Hoa Kỳ. Năm 2010, dân số của xã này là 850 người.

## Dân số
- Dân số năm 2000: 980 người.
- Dân số năm 2010: 850 người.